# Icewind Dale II
Icewind Dale II est un jeu vidéo de rôle développé par Black Isle Studios et publié par Interplay en août 2002 en Amérique du Nord et en octobre 2002 en Europe. Comme son prédécesseur Icewind Dale, il se déroule dans l'univers de fiction médiéval-fantastique des Royaumes oubliés, un décor de campagne du jeu de rôle Donjons et Dragons. Le scénario du jeu se déroule dans le nord du sous-continent de Féérune, dans la région du Valbise, près des montagnes de l’Épine dorsale du monde. Son système de jeu est basé sur la troisième édition de l'AD&D, le joueur contrôlant un groupe pouvant accueillir jusqu'à six personnages. Il utilise le même moteur de jeu — l'Infinity Engine — que son prédécesseur même si celui-ci a dû être modifié afin de prendre en compte les évolutions apportées par la troisième édition de Donjons et Dragons.

## Trame

### Univers
Comme son prédécesseur Icewind Dale, Icewind Dale II prend place dans l'univers de fiction médiéval-fantastique des Royaumes oubliés, un décor de campagne du jeu de rôle Donjons et Dragons. Dans ces royaumes, les humains cohabitent avec toutes sortes de créatures fantastiques et la magie tient une place importante. L'histoire se déroule dans le nord du sous-continent de Féérune, dans la région du Valbise (Icewind Dale en anglais) non loin d'une chaîne de montagnes appelée l'Épine dorsale du monde. Les personnages voyagent à travers cette région, explorant de nombreux endroits dont certains avaient déjà été explorés dans le premier volet de la série comme Kuldahar, la Main Tranchée ou l'Œil du Dragon.

### Scénario
L'histoire commence lorsque le groupe d'aventuriers contrôlé par le joueur arrive dans la petite ville de Targos, faisant partie des Dix-Cités, alors que celle-ci est attaquée par des Gobelins. Le groupe doit alors aider les habitants à faire face aux agressions, puis découvrir et démanteler l'origine de ces turpitudes.

## Système de jeu
Comme Icewind Dale, Icewind Dale II est un jeu de rôle basé sur Donjons et Dragons et utilisant le  même moteur de jeu — l'Infinity Engine — développé par BioWare pour Baldur’s Gate. Comme dans Icewind Dale, le joueur contrôle un groupe pouvant accueillir jusqu'à six personnages qu'il doit créer dès le début du jeu, le joueur n'ayant pas la possibilité de recruter de nouveaux personnages au cours de l'aventure. Le jeu conserve également les particularités de son prédécesseur par rapport à la série des Baldur’s Gate dont sa linéarité et son orientation plus porté sur les combats que sur les éléments de roleplay. Il se distingue en revanche de son prédécesseur par l'utilisation des règles de la troisième édition de Donjons et Dragons, au lieu de celles de la deuxième. Le jeu inclut donc de nouvelles possibilités dont celle d'incarner des races inédites comme les Drows, les Aasimars, les Tieffelins ou les Gnomes des Roches.

### Combat
Le jeu se déroule en intégralité en temps réel, excepté les moments où le joueur peut lancer la "pause active", une innovation de BIS qui tente de lier dynamisme et stratégie dans les combats. À tout moment, le joueur peut mettre en pause l'action pour donner des ordres à son équipe. Une fois la pause désactivée, ses personnages vont exécuter ses ordres.

## Développement

### Début du projet
À l’été 2001, Black Isle Studios emploie trois équipes de développement incluant celle de Icewind Dale, celle développant Torn et une dernière travaillant alors sur un projet encore non annoncé,. Avant et au cours du développement de Torn, plusieurs membres de l’équipe travaillant sur le projet expriment leur intérêt pour le développement d’un nouveau jeu basé sur l’Infinity Engine. La décision par Black Isle Studios de développer Icewind Dale II n’a alors pas été annoncée aux développeurs, ces derniers n’étant assignés au projet qu’après l’annulation de Torn. Au cours de cette période, Interplay Entertainment se repose sur le succès des jeux développés par Black Isle Studios pour alléger ses problèmes financiers, ce qui contraint le studio de publier rapidement de nouveaux jeux. La décision de développer Icewind Dale II s’explique donc par le bon accueil reçu par le premier opus de la série mais aussi par le fait que développer un nouveau jeu basé sur l’Infinity Engine est relativement rapide. L’utilisation d’une franchise connue permet également au studio de limiter les risques liés au projet en maximisant les chances d’en faire un jeu à succès.
La conception d’Icewind Dale II débute au cours du développement de l’extension Icewind Dale: Trials of the Luremaster, et son développement commence fin juillet 2001, peu après la sortie de cette dernière,. Après six mois de développement, le jeu est officiellement annoncé le 4 février 2002,.

### Conception
Pour Icewind Dale II, plusieurs membres de l’équipe souhaitent utiliser les règles de la troisième édition de Donjons et Dragons. L’Infinity Engine ayant été conçu pour fonctionner avec celles de la deuxième éditions, de profondes modifications du moteur de jeu sont nécessaires pour l’adapter aux nouvelles règles, obligeant les développeurs à mettre de côté certaines d'entre elles du fait de problèmes liés à l’interface et au moteur de jeu,,. L'adaptation de la troisième édition de Donjons et Dragons est donc incomplète, de nombreuses règles ayant été omises. Le système de kit, permettant une spécialisation des classes de personnages et introduit dans Baldur's Gate II, doit au départ être utilisé mais l’idée est finalement abandonnée,,.
L’interface du jeu a été retravaillée, de nouveaux visuels étant créés pour l’occasion,. De nouveaux icônes de sorts ont notamment été créés par Brian Menze qui avait déjà dessiné ceux de Planescape: Torment. Pour les portraits, l'équipe réutilise certaines peintures réalisées par Jason Manley, qui avait dessiné ceux du jeu originel, avant son départ du studio en 2001. De nouveaux portraits ont également été réalisés par Justin Sweet. Enfin, la résolution du jeu a été augmentée, Icewind Dale II supportant des résolutions allant de 800x600 à 2048x1536.
L’implantation des nouvelles règles a été réalisée par J. E. Sawyer, les autres concepteurs se partageant le travail pour concevoir les différentes parties du jeu,. Ainsi, Chris Avellone a réalisé la cinématique d’ouverture, Dave Maldonado a créé la zone du Black Raven Monastery et une grande région sauvage et les concepteurs John Deiley et Damien Foletto ont créé les zones finales du jeu,. À mi-chemin du développement, Sawyer quitte l’équipe de développement pour superviser la conception d’un autre projet du studio, sa charge de travail étant alors partagée entre Dave Maldonado et Chris Avellone. Les énigmes incluses dans l’extension Trials of the Luremaster ayant reçu un accueil favorable, les développeurs décident de ne pas se focaliser autant sur les combats que pour le premier Icewind Dale afin de donner plus de place aux interactions entre les personnages et à la résolution d’énigmes,.

### Conception audio
La bande originale du jeu a été composée par Inon Zur qui avait déjà travaillé sur Baldur's Gate II: Throne of Bhaal et Fallout Tactics. Pour cela, il s’inspire notamment du travail de Jeremy Soule, le compositeur de la bande originale d’Icewind Dale, afin de garder une certaine cohérence avec la musique du jeu originel. Il a également travaillé en étroite collaboration avec Adam Levenson, le responsable de la conception audio d’Interplay. Inon Zur a retravaillé le thème principal du jeu à plusieurs reprises, réussir à créer une musique de 30 à 45 secondes préservant l’ambiance du jeu originel tout en incorporant de nouveaux éléments se révélant difficile. Avant de composer la musique, il a notamment pris connaissance du storyboard du jeu et a discuté avec le producteur et le responsable des musiques afin d’obtenir un éclairage supplémentaire. Il a ensuite commencé par composer le thème principal avant de s’occuper de l’accompagnement puis de l’orchestration. Au cours de ce processus, chaque piste a été soigneusement examinée afin de s’assurer que chacune d’elles ait une « saveur unique » tout en restant cohérente avec le thème principal.
La bande originale a été composée en cinq semaines, trois semaines supplémentaires ayant été nécessaires pour l’enregistrer et la mixer. Le budget alloué au jeu étant relativement faible, l’enregistrement a été confié à un petit orchestre de Los Angeles, le son de chaque instrument étant ensuite doublé pendant la production. Inon Zur juge que le résultat a un certain degré d’originalité, notamment grâce à l’intégration d’instruments supplémentaires, comme la flûte et les percussions, ayant été combinés avec l’orchestre standard. Comparant la bande originale du jeu avec celles de films à gros budget, Inon Zur estime avoir fait du bon travail et explique que l’équipe était plutôt contente du résultat.

## Accueil

### Critiques
| Icewind Dale II       |      |       |
| Média                 | Nat. | Notes |
| Computer Gaming World | US   | 4.5/5 |
| GameSpot              | US   | 83 %  |
| IGN                   | US   | 90 %  |
| Jeuxvideo.com         | FR   | 83 %  |
| Joystick              | FR   | 6/10  |
| PC Fun                | FR   | 8/20  |
| PC Gamer UK           | GB   | 71 %  |
| PC Gamer US           | US   | 87 %  |
| Compilations de notes |      |       |
| Metacritic            | US   | 83 %  |